# Taiap jezik
Taiap jezik (nazvan gapun, prema selu Gapun u kojem se govori; ISO 639-3: gpn), izolirani jezik s Papue Nove Gvineje. 
Prema ranijoj klasifikjaciji jedini jezik podskupine gapun, porodice Sepik-Ramu kojim govori svega 80 ljudi (2000 S. Wurm) u selu Gapun, smještenom kod ušća rijeke Sepik u provinciji East Sepik.
Donald C. Laycock klasificira ga 1973. u porodicu Sepik-Ramu, unutar koje nije srodan nijednom drugom jeziku, zbog čega se vodi kao posebna skupina. 
Po drugoj klasifikaciji nesrodan je svim ostalim jezicima i vodi se kao izoliran.

## Vanjske poveznice
- Ethnologue (14th)
- Ethnologue (15th)